# Euceromasia
Euceromasia – rodzaj muchówek z rodziny rączycowatych (Tachinidae).

## Wybrane gatunki
- E. floridensis Reinhard, 1957[1]
- E. neptis Reinhard, 1947[1]
- E. sobrina Reinhard, 1974[1]
- E. solata Reinhard, 1947[1]
- E. spinosa Townsend, 1912[1]